# Deni Alar
Deni Alar (* 18. Jänner 1990 in Slavonski Brod, SFR Jugoslawien) ist ein österreichischer Fußballspieler kroatischer Abstammung auf der Position eines Stürmers.

## Karriere

### Verein

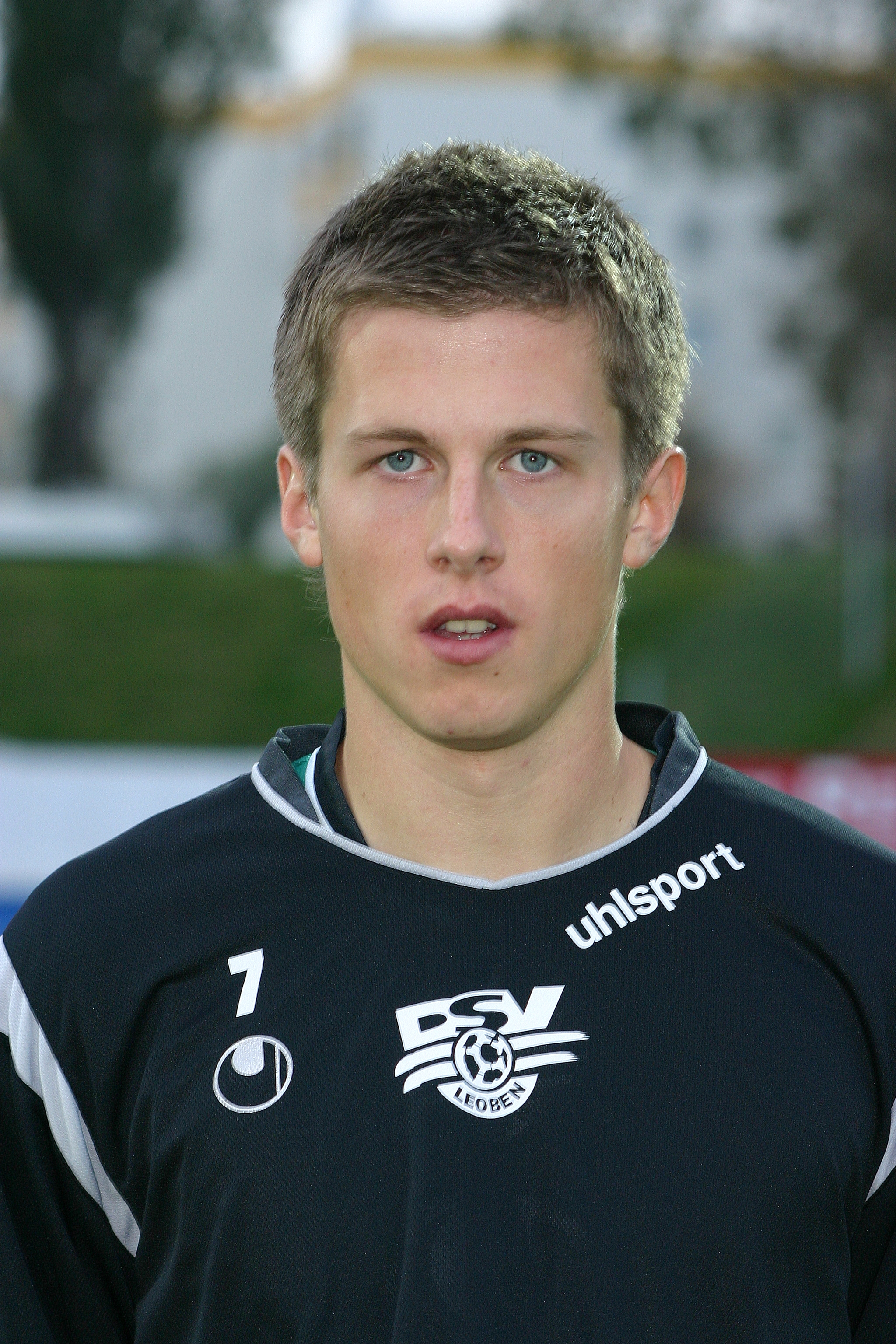
Deni Alar als Spieler des DSV Leoben (2008)

Der Stürmer, der in Österreich aufwuchs und Sohn des kroatisch-österreichischen Fußballers Goran Alar (* 1962) ist, begann seine fußballerische Laufbahn im Alter von sechs Jahren in den Nachwuchsmannschaften des FC Zeltweg. Bereits im Alter von 15 Jahren wurde er von seinem Verein in der Erwachsenenmannschaft in der fünftklassigen Oberliga Nord eingesetzt, für die er in der Saison 2004/05 zwei Spiele bestritt. Im folgenden Spieljahr bestritt er bereits 24 von 26 Meisterschaftsspielen, in denen er 15 Treffer erzielte. Nachdem Alar in der Saison 2006/07 wieder 13 Tore erzielt hatte, wurde der DSV Leoben auf ihn aufmerksam und verpflichtete ihn im Jänner 2007 für seine Amateurmannschaft, für die er in der laufenden Saison weitere 14 Treffer erzielte. Dort kam er vorerst in der Amateurmannschaft und später alternierend auch in der Profimannschaft zum Einsatz. Im Sommer 2007 unterschrieb er seinen ersten Vertrag als Fußballprofi beim DSV Leoben. Nach einigen Spielen wechselte er im Winter 2008 nach finanziellen Problemen des Vereins zur Kapfenberger SV in die Bundesliga. Sein Bundesligadebüt gab er am 2. Mai 2009 im Spiel gegen die SV Ried, als er in der 90. Minute für Markus Felfernig eingewechselt wurde. Das erste Tor folgte am 15. Mai 2009 gegen Sturm Graz mit dem Treffer zum 3:3. Im Juni 2011 wechselte er  zum SK Rapid Wien.
Zur Saison 2016/17 wechselte Alar zum Ligakonkurrenten SK Sturm Graz. Zur Saison 2018/19 kehrte er zu Rapid zurück, wo er einen bis Juni 2022 laufenden Vertrag erhielt. Zur Saison 2019/20 wurde er nach Bulgarien an Lewski Sofia verliehen. Bis Saisonende kam er zu 21 Einsätzen für Lewski in der A Grupa. Nach dem Ende der Leihe kehrte er zu Rapid zurück. Nach seiner Rückkehr kam er jedoch in der Saison 2020/21 nur zu vier Bundesligaeinsätzen für die Wiener. Im Juni 2021 wurde sein Vertrag bei Rapid aufgelöst.
Daraufhin wechselte er zur Saison 2021/22 zum Zweitligisten SKN St. Pölten, bei dem er einen bis Juni 2022 laufenden Vertrag erhielt. Für den SKN absolvierte er insgesamt 14 Zweitligapartien, in denen er fünf Tore erzielte. Im Februar 2022 wurde sein Vertrag in St. Pölten aufgelöst und er wechselte zum Regionalligisten First Vienna FC. Für die Vienna kam er bis Saisonende zu zwölf Regionalligaeinsätzen. Zu Saisonende stieg er mit den Wienern in die 2. Liga auf. In der 2. Liga kam er dann ebenfalls zu zwölf Einsätzen, ehe er die Vienna nach der Saison 2022/23 verließ.
Im August 2023 kehrte Alar zum Ligakonkurrenten DSV Leoben zurück. In Leoben fand er wieder zu alter Stärke, mit 16 Toren in 22 Ligaeinsätzen wurde er Torschützenkönig der 2. Liga. Den Leobnern wurde aber nach der Saison 2023/24 die Zulassung für die 2. Liga entzogen, woraufhin das Team sich aus dem Profifußball verabschieden musste. Alar wechselte daraufhin zur Saison 2024/25 zum Zweitligisten Admira Wacker.

### Nationalmannschaft

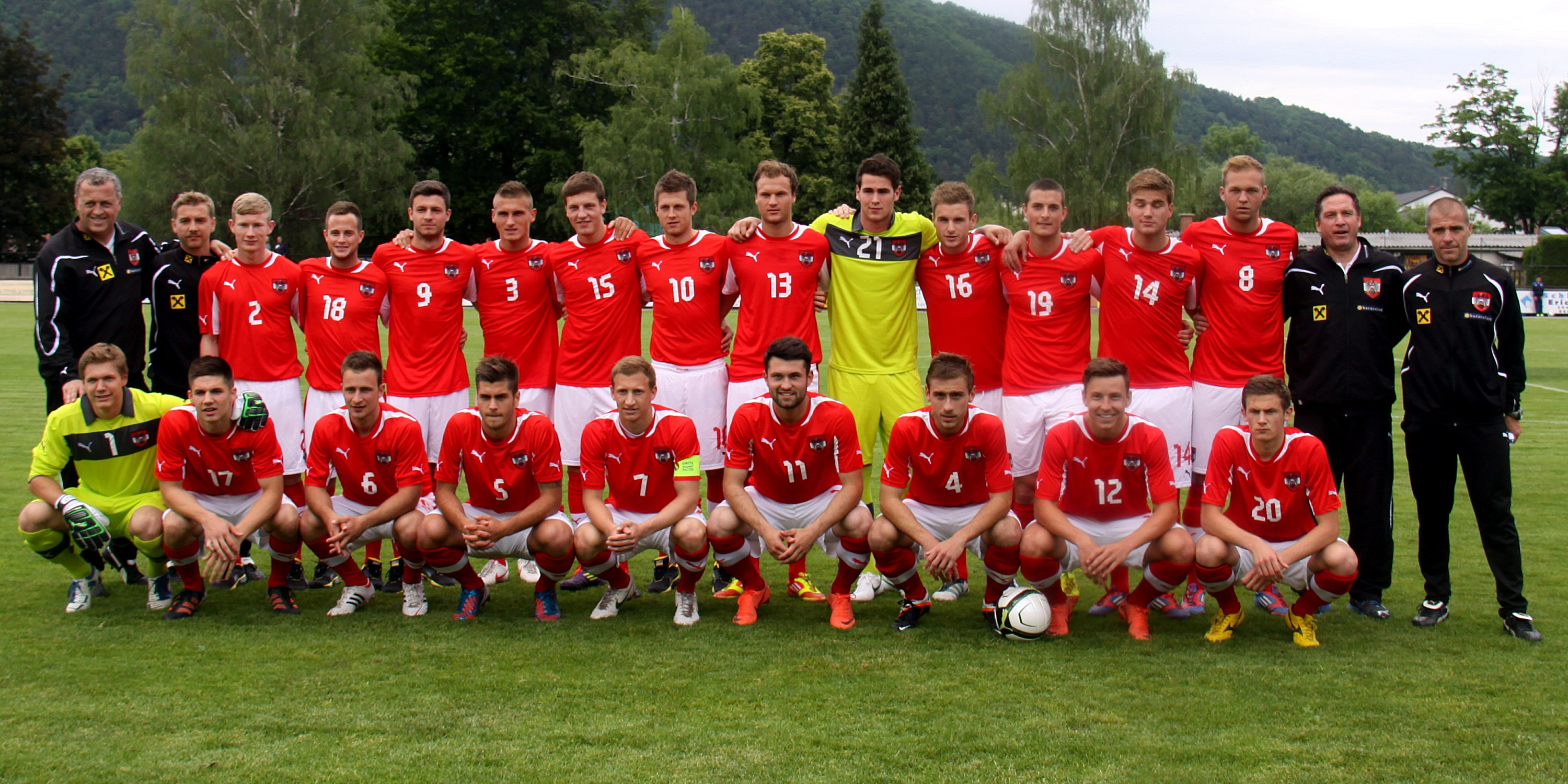
Deni Alar (8. von links) als Spieler der U-21-Nationalmannschaft

Am 9. November 2009 wurde Alar unter Trainer Andreas Herzog erstmals in die U-21-Mannschaft Österreichs berufen. Zu seiner Nominierung kam er durch die Absage von Daniel Beichler, der im Kader der A-Nationalmannschaft stand. Am 13. November 2009 saß Alar beim 2:2-Auswärtsremis gegen die U-21 von Albanien, bei dem Österreichs U-21 zwei Elfmeter vergab, die volle Spieldauer auf der Ersatzbank. Am 18. Mai 2010 kam der Stürmer zu seinem U-21-Länderspieldebüt, als er beim 1:0-Sieg über die walisische U-21-Nationalelf in der 61. Spielminute für Atdhe Nuhiu eingewechselt wurde. Neben Alar gaben mit Heinz Lindner, Leonhard Kaufmann, Jürgen Prutsch, Markus Hammerer, Marcel Holzmann, Dominik Doleschal und Lukas Kragl weitere sieben Spieler ihr U-21-Debüt.
Insgesamt bestritt Alar 16 Spiele in der österreichischen U-21-Nationalmannschaft, in denen er vier Treffer erzielte.
Im Oktober 2016 wurde er als Ersatz für den verletzten Martin Harnik für die Qualifikationsspiele zur WM 2018 gegen Wales und Serbien erstmals in den Kader der A-Nationalmannschaft berufen. Sein Debüt im Nationalteam gab er am 14. November 2017, als er in einem Testspiel gegen Uruguay in der 86. Minute für Marko Arnautović eingewechselt wurde.

## Persönliches
Seit September 2009 besitzt Alar die österreichische Staatsbürgerschaft, nachdem er die kroatische abgelegt hatte. Zuvor war er bereits einem Österreicher gleichgestellt, da er schon im Nachwuchsbereich österreichischer Mannschaften aktiv gewesen war.

## Erfolge

### Persönliche Erfolge
- Torschützenkönig der Saison 2006/07 der steirischen Oberliga Nord (fünfte Leistungsstufe) mit 27 Toren (13 für Zeltweg + 14 für Leoben)[15]
- Zweiter in der Torschützentabelle 2007/08 der Oberliga Nord mit 14 Toren in neun Spielen[16]
- Torschützenkönig der 2. Liga: 2024

### Mit dem Verein
- Österreichischer Cup-Sieger: 2018